# Walter Russell

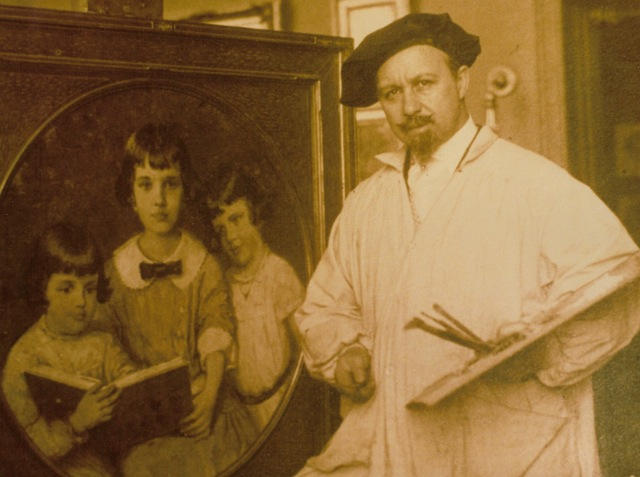
Russell in 1904

Walter Bowman Russell (Boston, 19 mei 1871 – Swannanoa, 19 mei 1963) was een Amerikaanse impressionistische kunstschilder, beeldhouwer en auteur. Russell schreef veel over wetenschappelijke onderwerpen.

## Biografie
Russell werd op 19 mei 1871 geboren in Boston. Op negenjarige leeftijd stopte hij vroegtijdig met school om zijn familie financieel te ondersteunen. In 1894 trouwde hij met zijn eerste vrouw, Helen Andrews, met wie hij twee dochters kreeg. In 1921, op 49-jarige leeftijd, beleefde Russell een bijzondere spirituele ervaring die hij beschreef als zijn "Verlichting in het Licht van Kosmisch Bewustzijn". Deze ervaring duurde 39 dagen en had een diepgaande invloed op zijn leven en werk. In 1946 ontmoette hij zijn tweede vrouw, Lao Russell. Zij trouwden in 1948 en werkten vijftien jaar intensief samen, tot aan zijn overlijden op zijn verjaardag op 93-jarige leeftijd.

## Kosmogonie
Russell beweerde in mei 1921 een transformerende en openbarende ervaring te hebben meegemaakt, die hij later beschreef in een hoofdstuk getiteld The Story of My Illumining in de editie van 1950 van zijn Home Study Course. Hij verklaarde dat hij tijdens die periode "alle beweging kon waarnemen" en dat hij zich op een nieuwe manier "bewust was van alle dingen". Russell gebruikte de terminologie van de Canadese psychiater Richard Maurice Bucke uit diens boek Cosmic Consciousness om zijn ervaring van "kosmische verlichting" te verklaren. Later schreef Russell: "Men zal zich herinneren dat niemand die ooit deze verlichting heeft ervaren, het heeft kunnen uitleggen. Ik beschouw het als mijn plicht aan de wereld om hierover te vertellen." Dit werd het onderwerp van zijn boek The Message of the Divine Iliad, gepubliceerd in twee delen in 1949.
Russell publiceerde The Universal One in 1926, The Russell Genero-Radiative Concept in 1930 en verdedigde zijn ideeën in de pagina's van The New York Times tussen 1930 en 1931. Hij publiceerde The Secret of Light in 1947 en A New Concept of the Universe in 1953.
In 1926 liet Russell een spiraalvormig periodiek systeem der elementen registreren met auteursrechten.
Russells kosmogonie werd uiteengezet in A New Concept of the Universe, waarin hij schreef dat "de fundamentele fout van de wetenschap" was dat zij "de Schepper buitensloot van zijn Schepping". Russell verwees nooit naar een antropomorfe god, maar schreef eerder dat God "het onzichtbare, onbeweeglijke, geslachtloze, ondeelbare en onvoorwaardelijke witte Magnetische Licht van het Denken" is dat het middelpunt van alle dingen vormt. "God is bewijsbaar met laboratoriummethoden," schreef hij. "Het lokaliseerbare, onbeweeglijke Licht dat de mens magnetisme noemt, is het Licht dat God is." Ook schreef hij dat religie en wetenschap samen moeten komen in een Nieuw Tijdperk.
- Bibliothèque nationale de France: cb14478514v (data)
- Gemeinsame Normdatei: 125011717
- International Standard Name Identifier: 0000 0001 0906 6258
- Library of Congress Control Number: n88286388
- Nationale Bibliotheek van Letland: 000242434
- RKD-Nederlands Instituut voor Kunstgeschiedenis: 68979
- SNAC: w6tt4xnr
- Système universitaire de documentation: 08322064X
- Union List of Artist Names: 500006145
- Virtual International Authority File: 60032168
- WorldCat: E39PBJyxfwhFg6pcBmWXRJQH4q